# 242648 Fribourg
242648 Fribourg è un asteroide della fascia principale. Scoperto nel 2005, presenta un'orbita caratterizzata da un semiasse maggiore pari a 3,0445913 UA e da un'eccentricità di 0,2278212, inclinata di 9,34376° rispetto all'eclittica.